# Зозуля-довгоніг борнейська

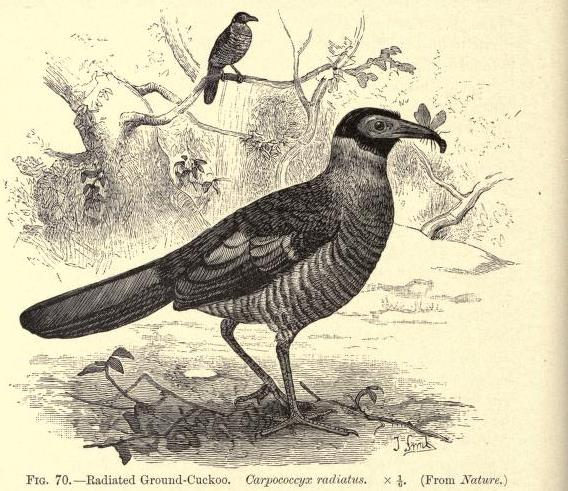
Борнейська зозуля-довгоніг

Зозуля-довгоніг борнейська (Carpococcyx radiceus) — вид зозулеподібних птахів родини зозулевих (Cuculidae). Ендемік Калімантану. Раніше вважався конспецифічним з суматранською зозулею-довгоногом.

## Поширення і екологія
Борнейські зозуля-довгоноги мешкать в Індонезії, Малайзії і Брунеї. Вони живуть у вологих рівнинних і гірських тропічних лісах. Зустрічаються переважно на висоті до 500 м над рівнем моря. Живляться комахами, яких шукають в лісовій підстилці, а також плодами.

## Збереження
МСОП класифікує стан збереження цього виду як близький до загрозливого. Борнейські зозулі-довгоноги — рідкісний, малодосліджений вид птахів, яким загрожує знищення природного середовища.